# Давыдково (станция метро)
«Давы́дково» — станция Московского метрополитена на западном участке Большой кольцевой линии. Расположена в районах Фили-Давыдково и Можайский (ЗАО). Открытие состоялось 7 декабря 2021 года в составе участка «Мнёвники» — «Каховская».

## Расположение
Станция расположена на западе Москвы, в бывшем городе Кунцево, на границе районов Фили-Давыдково и Можайский ЗАО, вблизи примыкания Инициативной улицы к Аминьевскому шоссе.

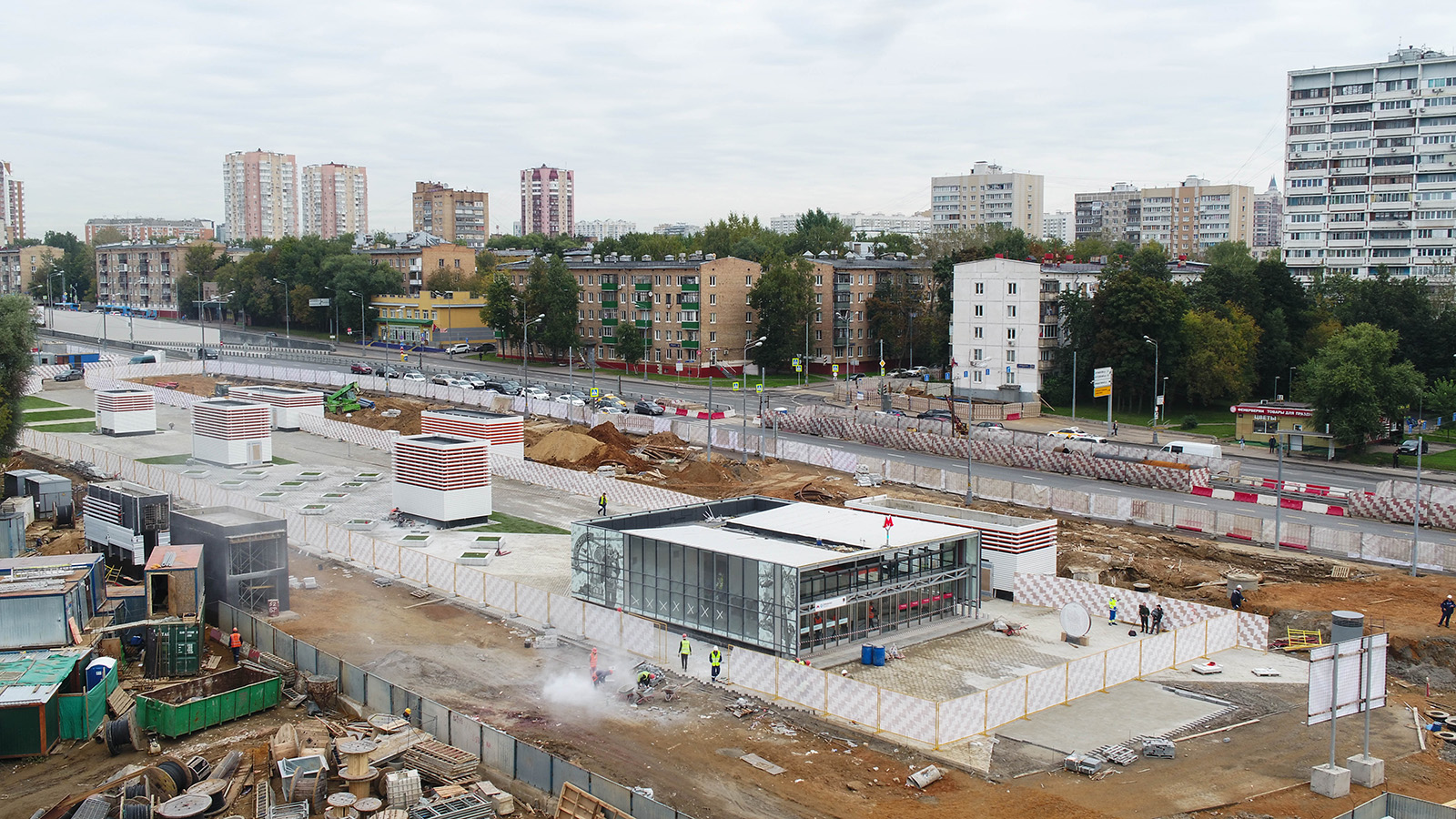
Вестибюль и вентшахты станции
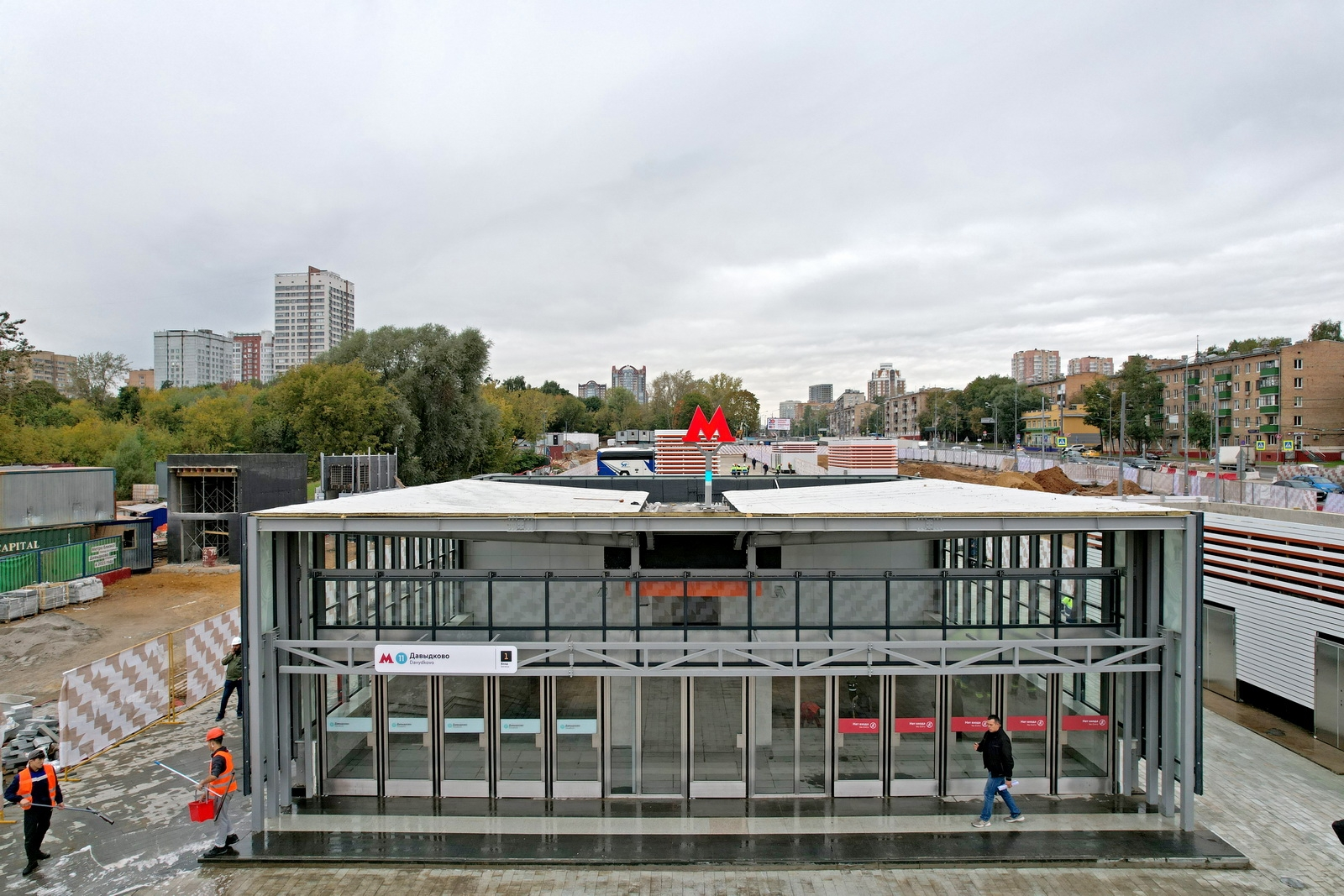
Наземный вестибюль, вид спереди
Наземный вестибюль, вид сбоку

## Технические особенности
Станция с двумя береговыми платформами, между которыми располагаются пути обоих направлений, мелкого заложения, колонная и двухуровневая, с одним подземным вестибюлем. На верхнем уровне расположен распределительный зал. Проект станции разработало ОАО «Минскметропроект». Длина станции составляет 208 метров, высота потолков — до 6 метров.

### Художественное решение
Художественные произведения платформенных и эскалаторных залов: А. В. Славук, С. Я. Славук. Панно «Звезда спасения» в уровне кассового зала и графика витража павильона «Герои всегда рядом» выполнены скульпторами С. А. Щербаковым, В. А. Даниловым. Авторский коллектив архитектурно-художественных решений интерьера станции: О. В. Телепнёва, Г. Ю. Васильев. Авторский коллектив объёмно-планировочных решений: В. В. Шабан, Г. Ю. Васильев. Оформление станции посвящено работникам МЧС и включает синий, оранжевый, бежевый и серые цвета. В зале с кассами размещено панно «Звезда спасения» с иконой Божией Матери «Неопалимая Купина» (покровительствует МЧС). На стенах самой станции — барельефы с пожарными, сапёрами, лётчиками, водолазами и девиз службы: «Предотвращение. Спасение. Помощь».

## Строительство
Генеральный проектировщик и генеральный подрядчик по строительству станции — Мосинжпроект.
- В марте 2017 года был объявлен открытый конкурс на строительство участка метро, включающего эту станцию, итоги должны были быть подведены в апреле того же года[7].
- В июле 2017 года стало известно, что строительство станции начнётся в 2018 году[3].
- В сентябре 2017 года был объявлен новый конкурс на строительство участка, включающего эту станцию. Согласно требованиям закупки, победитель конкурса должен будет завершить все строительно-монтажные работы до конца мая 2020 года. Итоги конкурса подведены в начале октября 2017 года[8].
- 24 апреля 2018 года началось строительство станции[9][10].
- 13 июля 2020 года завершена проходка двухпутного тоннеля длиной 1372 метра между станциями «Кунцевская» и «Давыдково»[11]. В дальнейшем щит без демонтажа будет перемещён по лотку станции «Давыдково», откуда он проложит ещё порядка 1,5 км двухпутного тоннеля до переходной камеры, расположенной перед станцией «Аминьевское шоссе»[11].
- 18 августа 2020 года[12] начата проходка 10-метровым щитом «Надежда» в сторону Аминьевского шоссе: длина двухпутного перегона составит 1,45 км.
- 11 сентября 2021 года — технический пуск участка «Мнёвники» — «Давыдково».[13]
- 7 декабря 2021 года — открытие станции в составе участка «Мнёвники» — «Каховская»[1].

## Путевое развитие
За станцией «Давыдково» в направлении «Аминьевской» расположен однопутный съезд и выезд в электродепо «Аминьевское».

## Наземный общественный транспорт
На этой станции можно пересесть на следующие маршруты городского пассажирского транспорта:
- Автобусы: 11, 77, 221, 236, 248, 688, 732, 733

## Галерея

Турникетно-кассовый зал
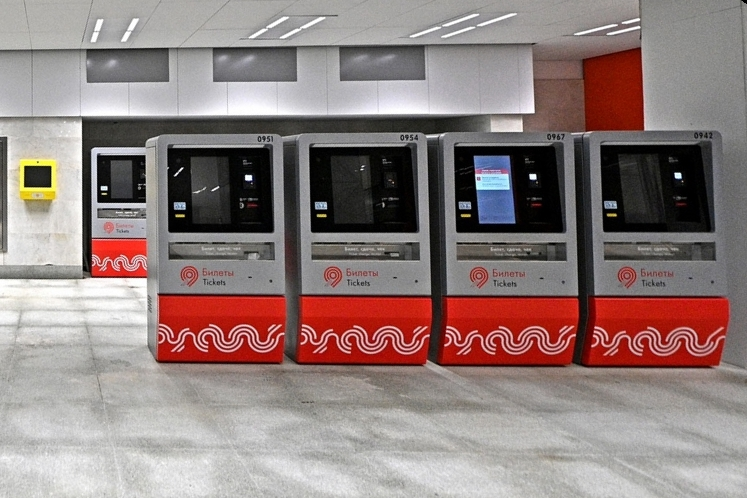
Билетные автоматы
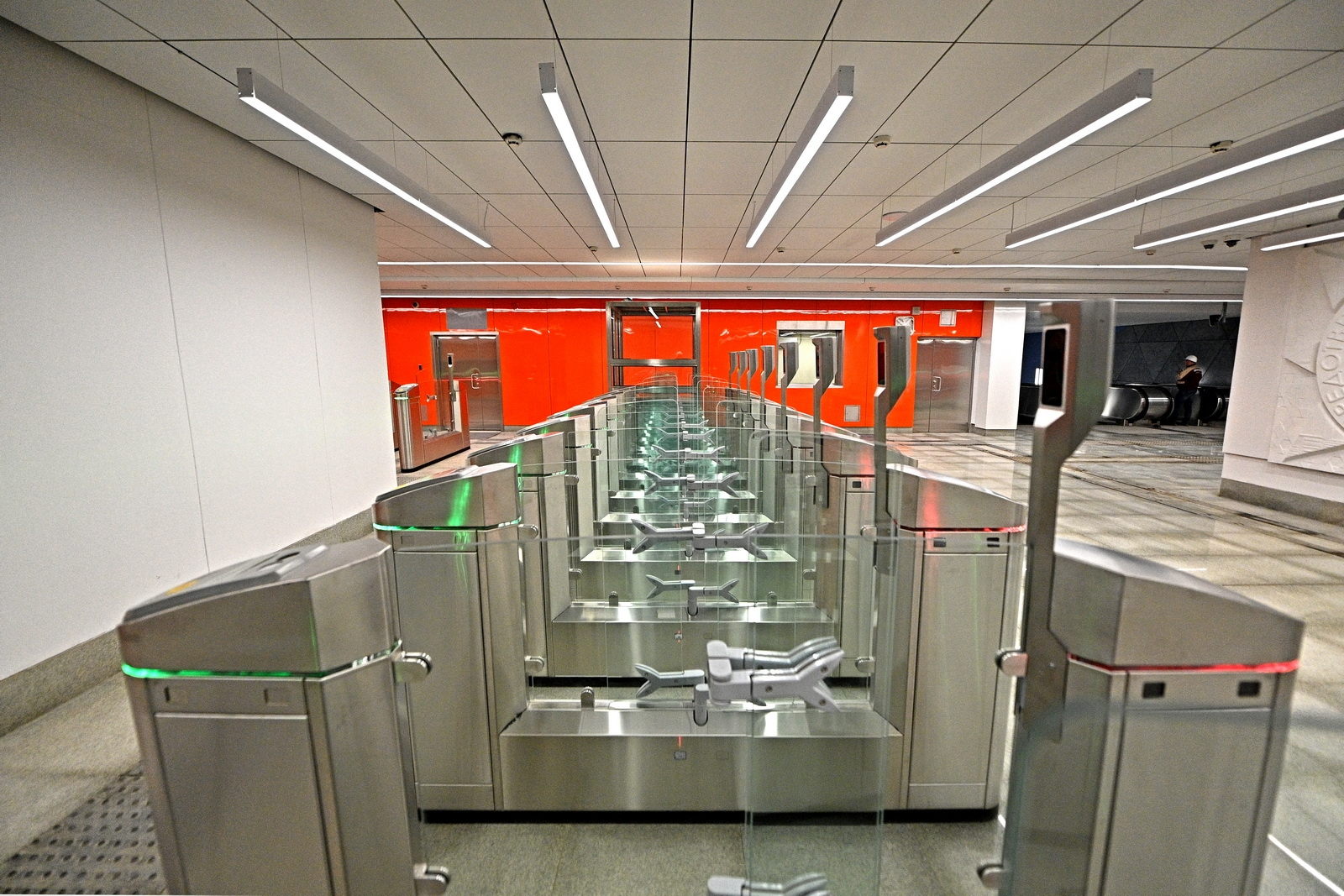
Турникеты
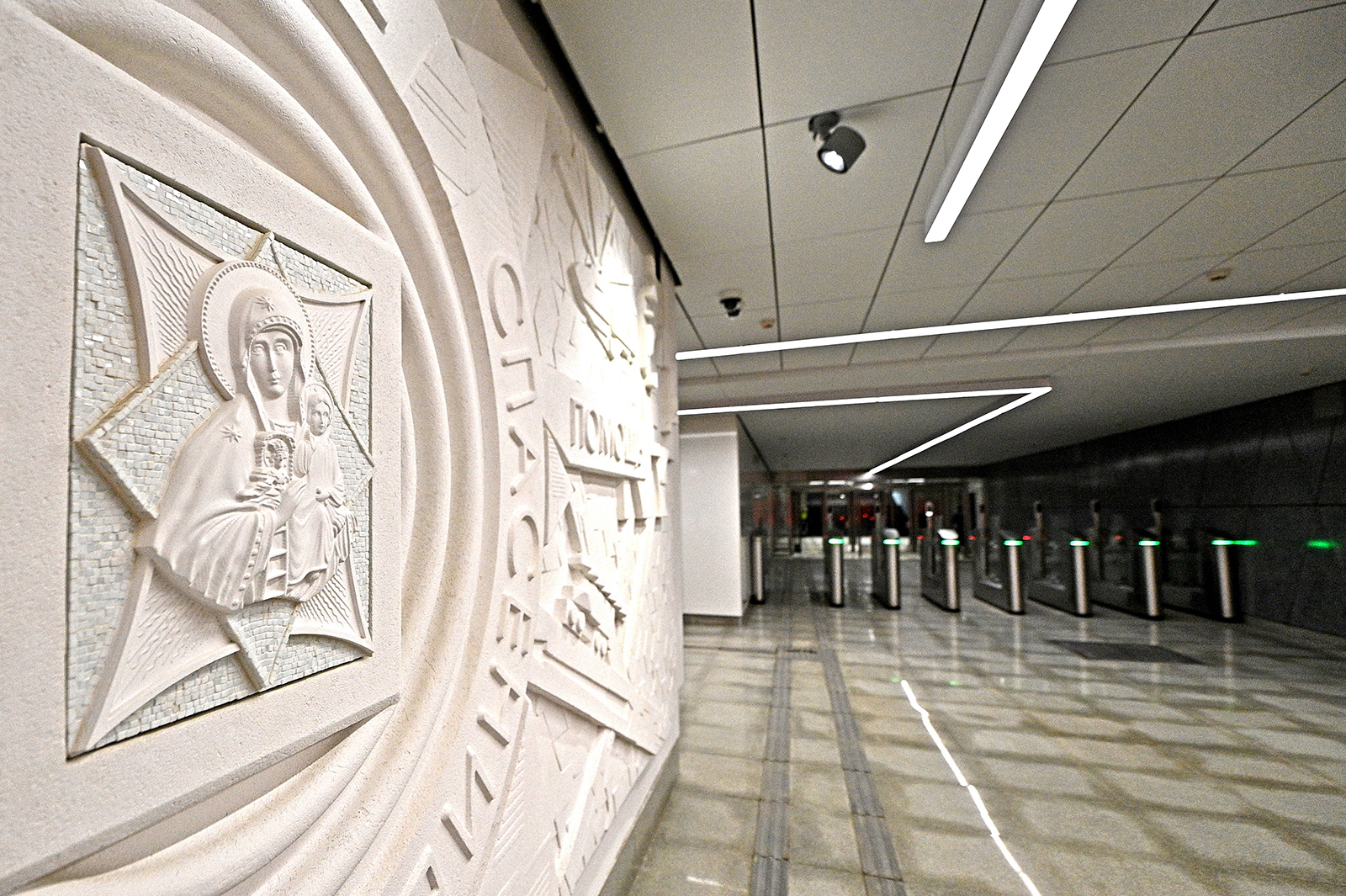
Коридор перед турникетами

Эскалаторы
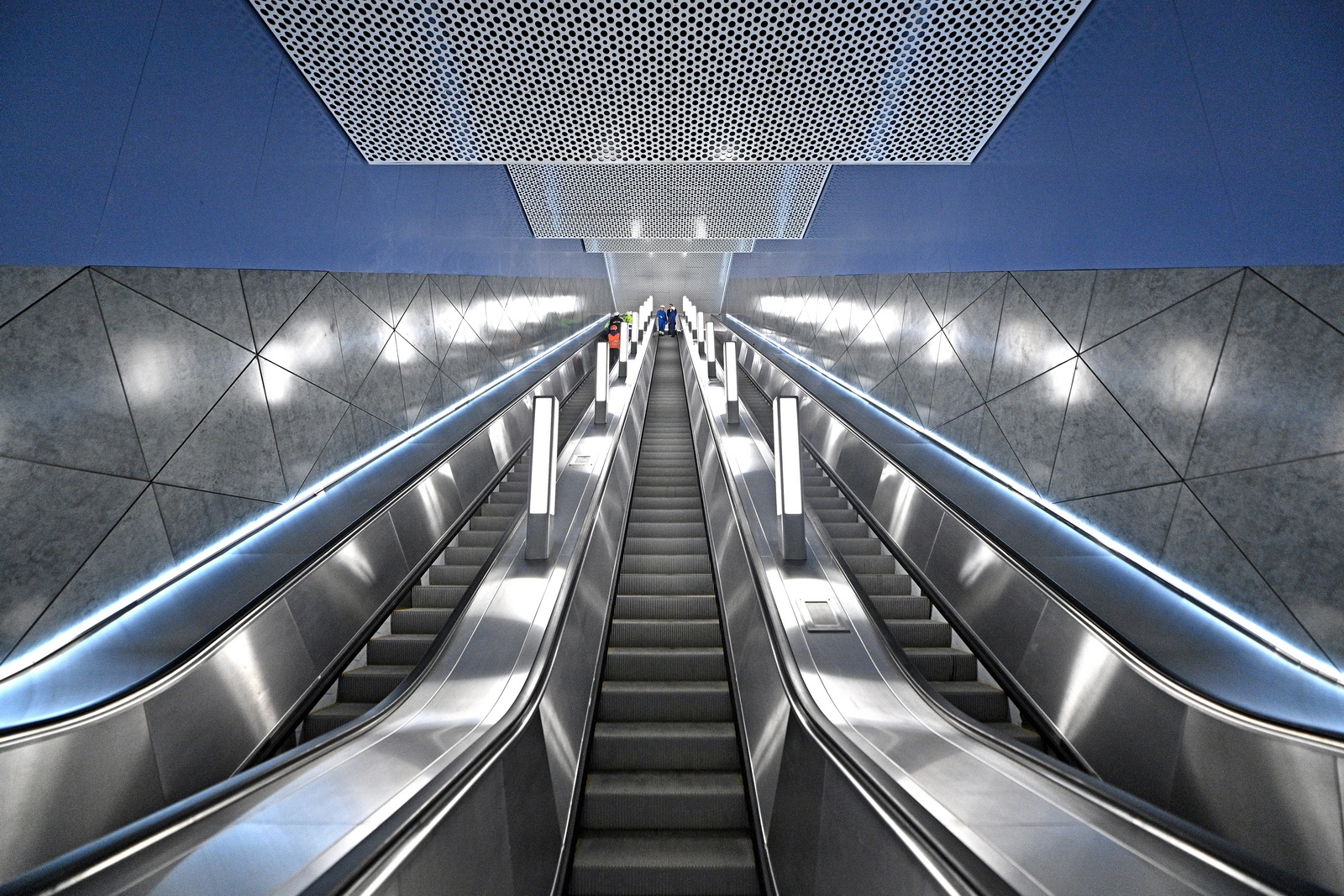
Вид вверх
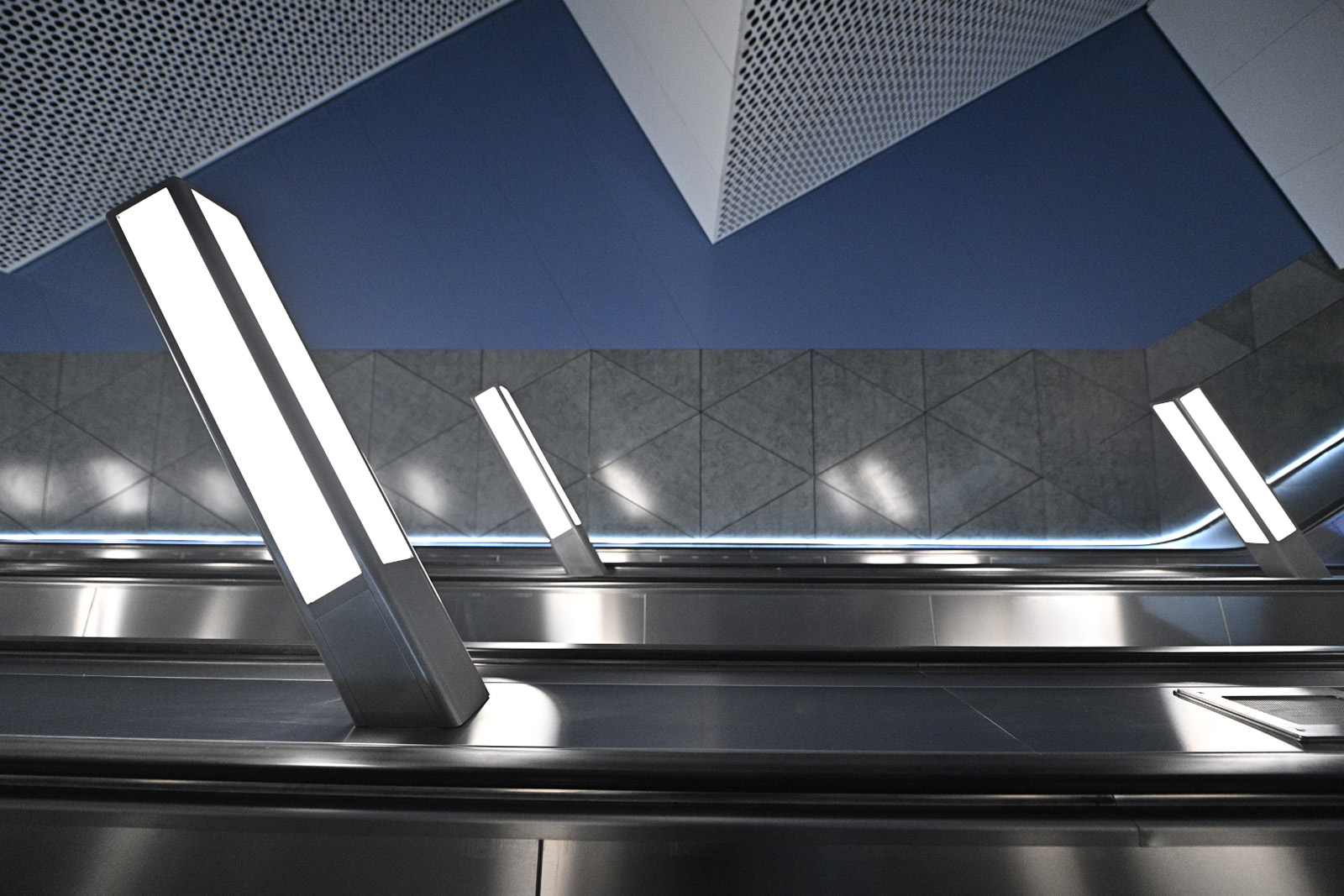
Вид вбок
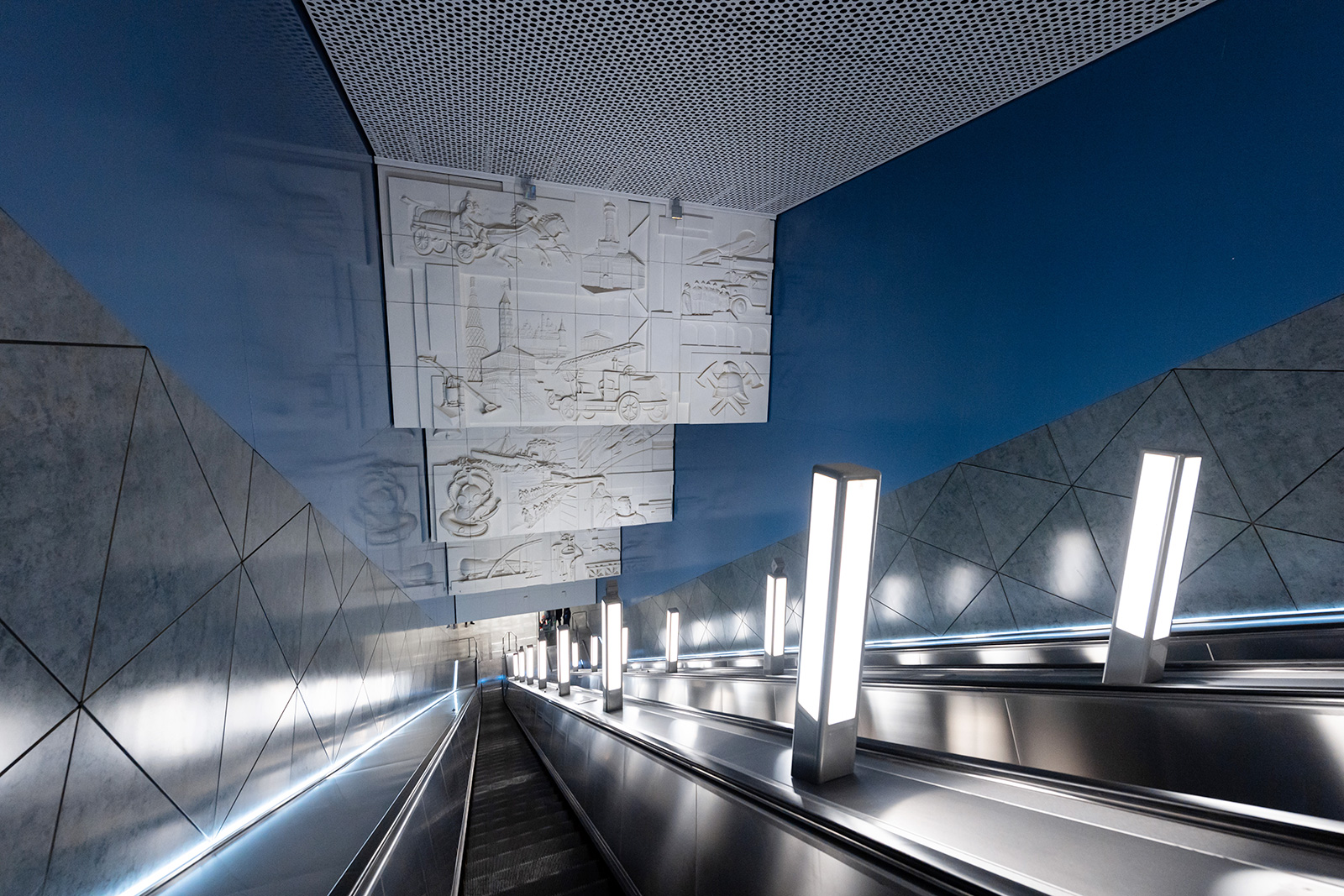
Вид вниз

Путевой зал
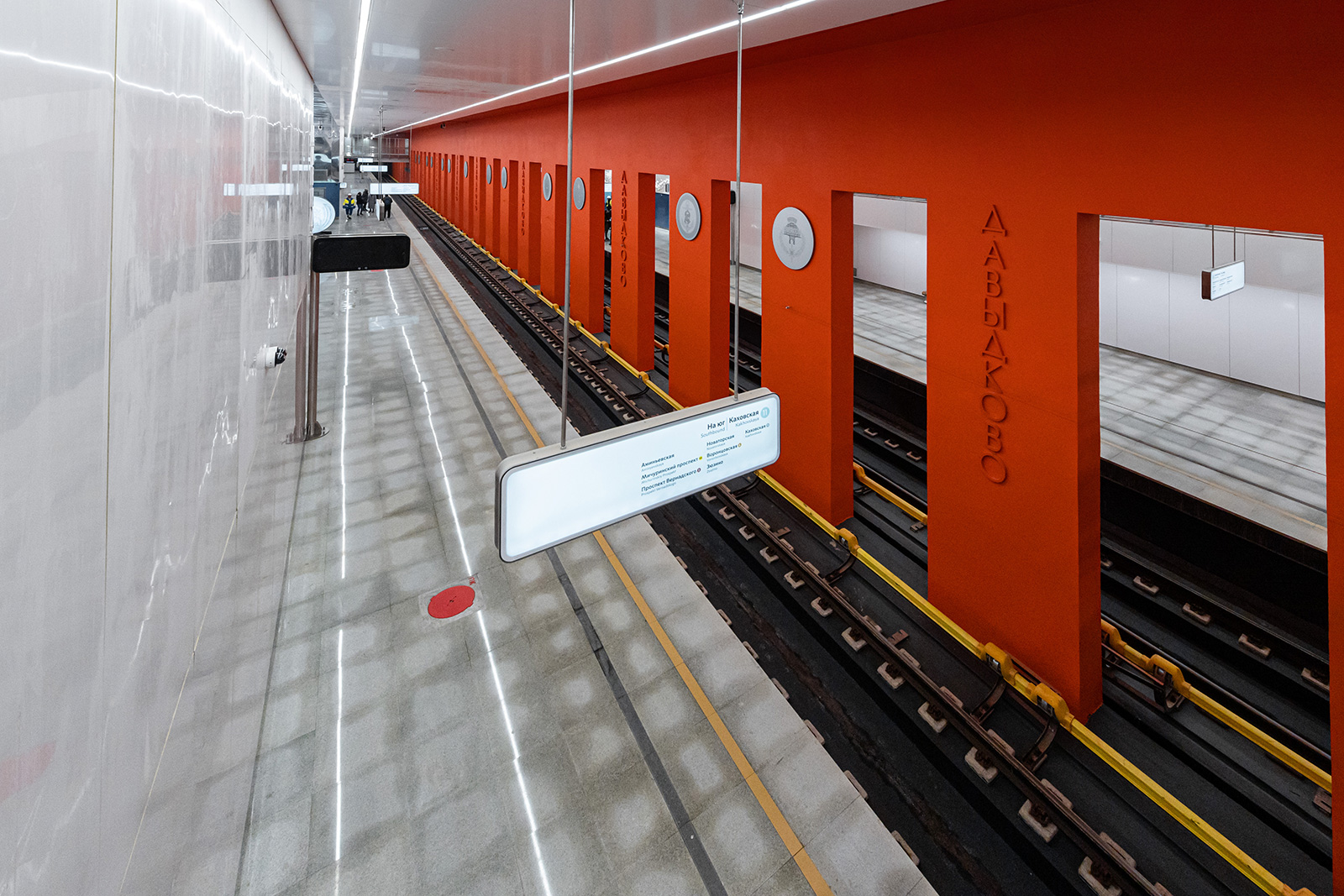
Пути и платформы станции, вид сверху
Платформа, стена и колонны в междупутье
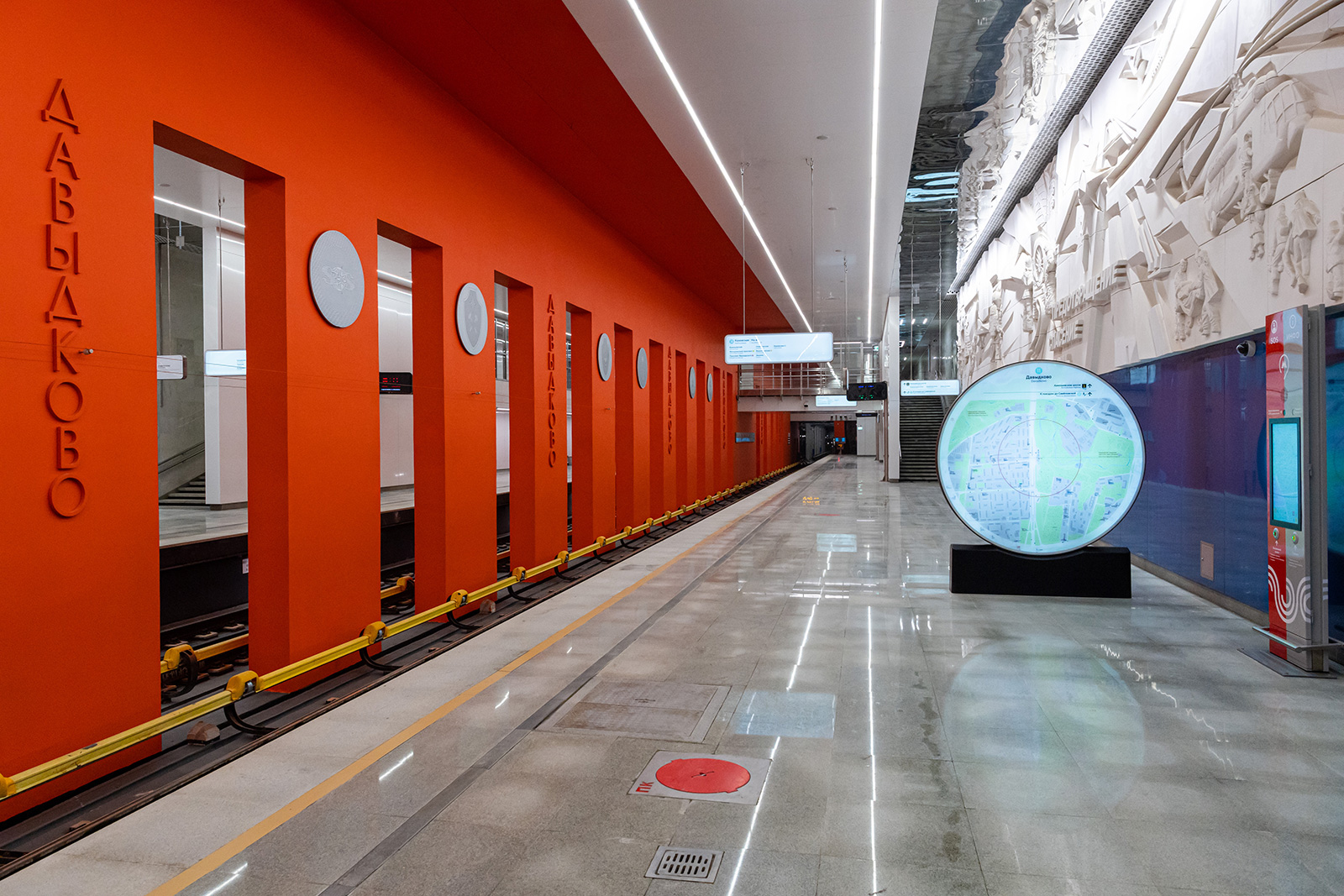
Платформа, стена и колонны в междупутье
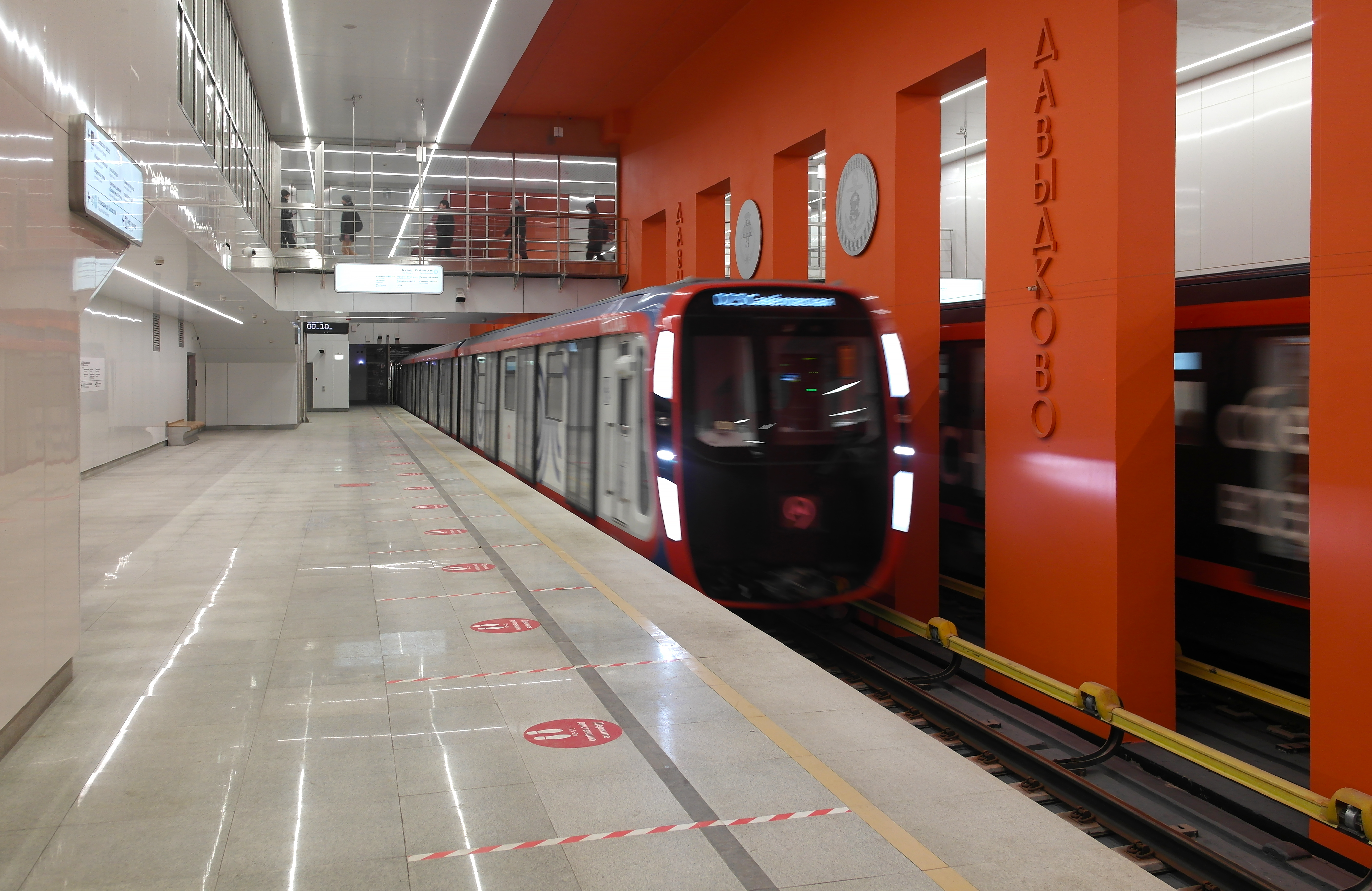
Электропоезд 81-775/776/777 «Москва-2020» прибывает на станцию. Сверху виден переход над путями
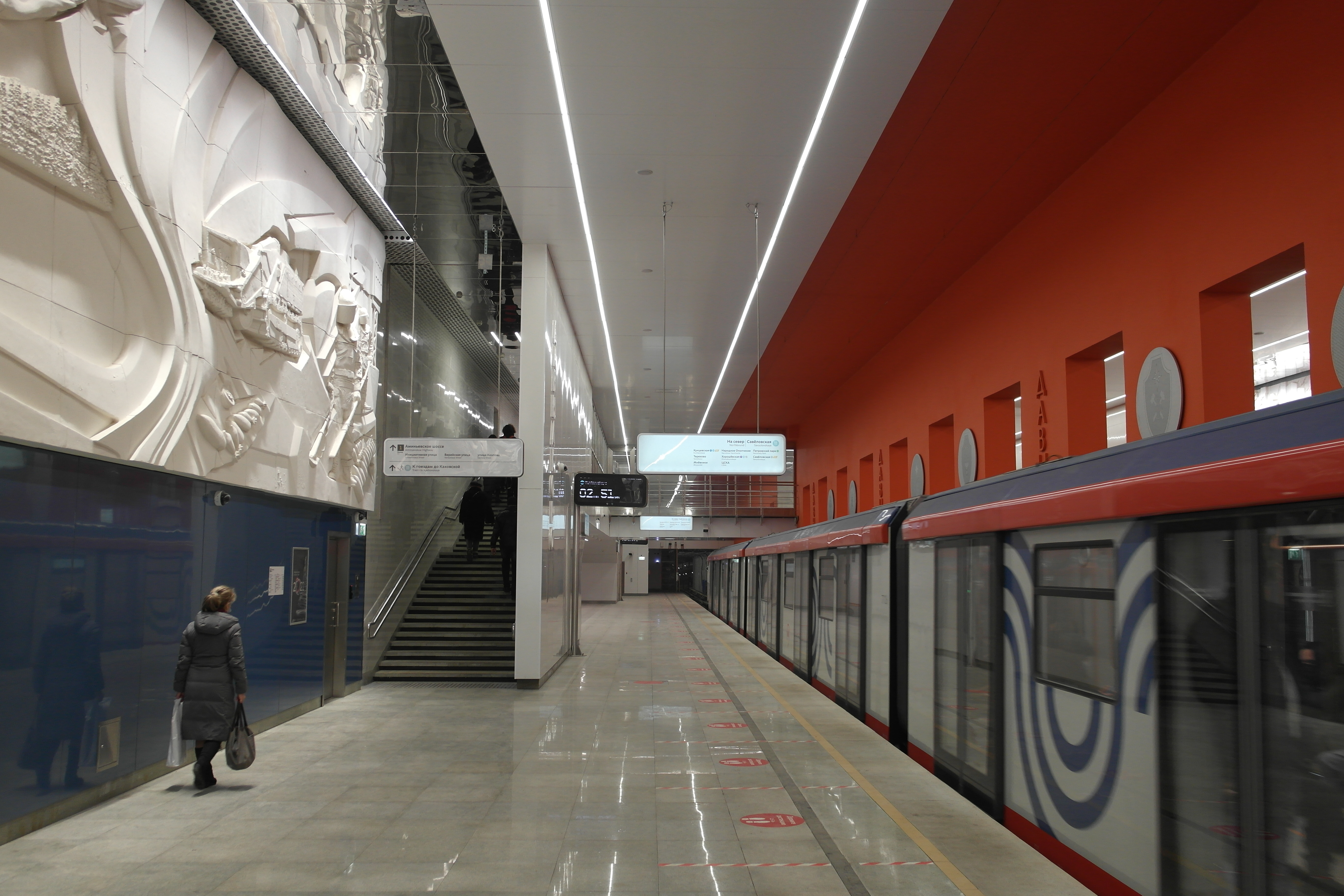
Платформа, лестница и электропоезд 81-775/776/777 «Москва-2020»
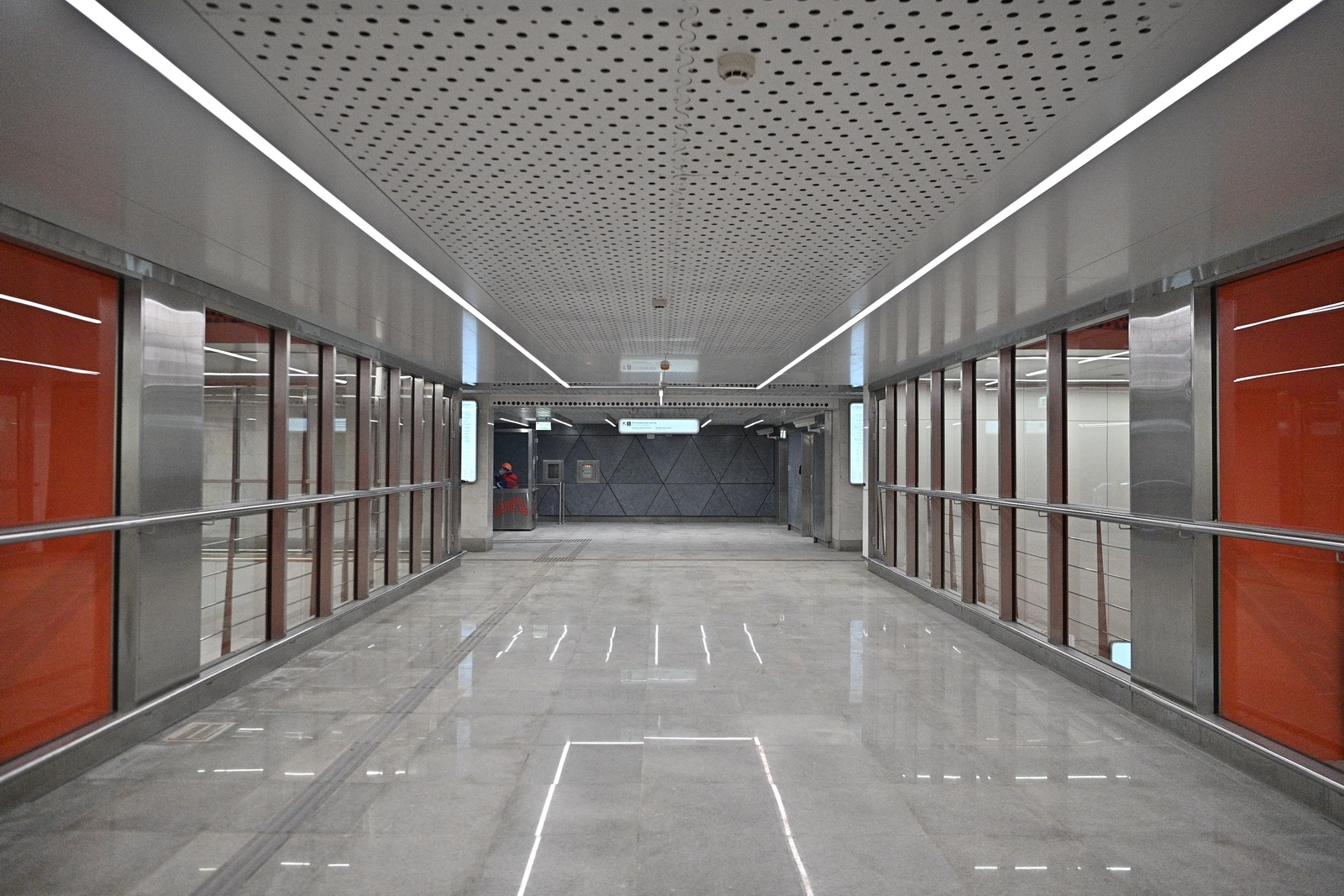
Переход над путями с остеклением, вид изнутри

Детали оформления путевого зала
Оформление стены станции с барельефами с изображением пожарных и спасателей
Барельефы с изображением пожарных и спасателей
Барельефы с изображением спасателей
Декоративное панно на межпутевых колоннах
Декоративное панно на межпутевых колоннах
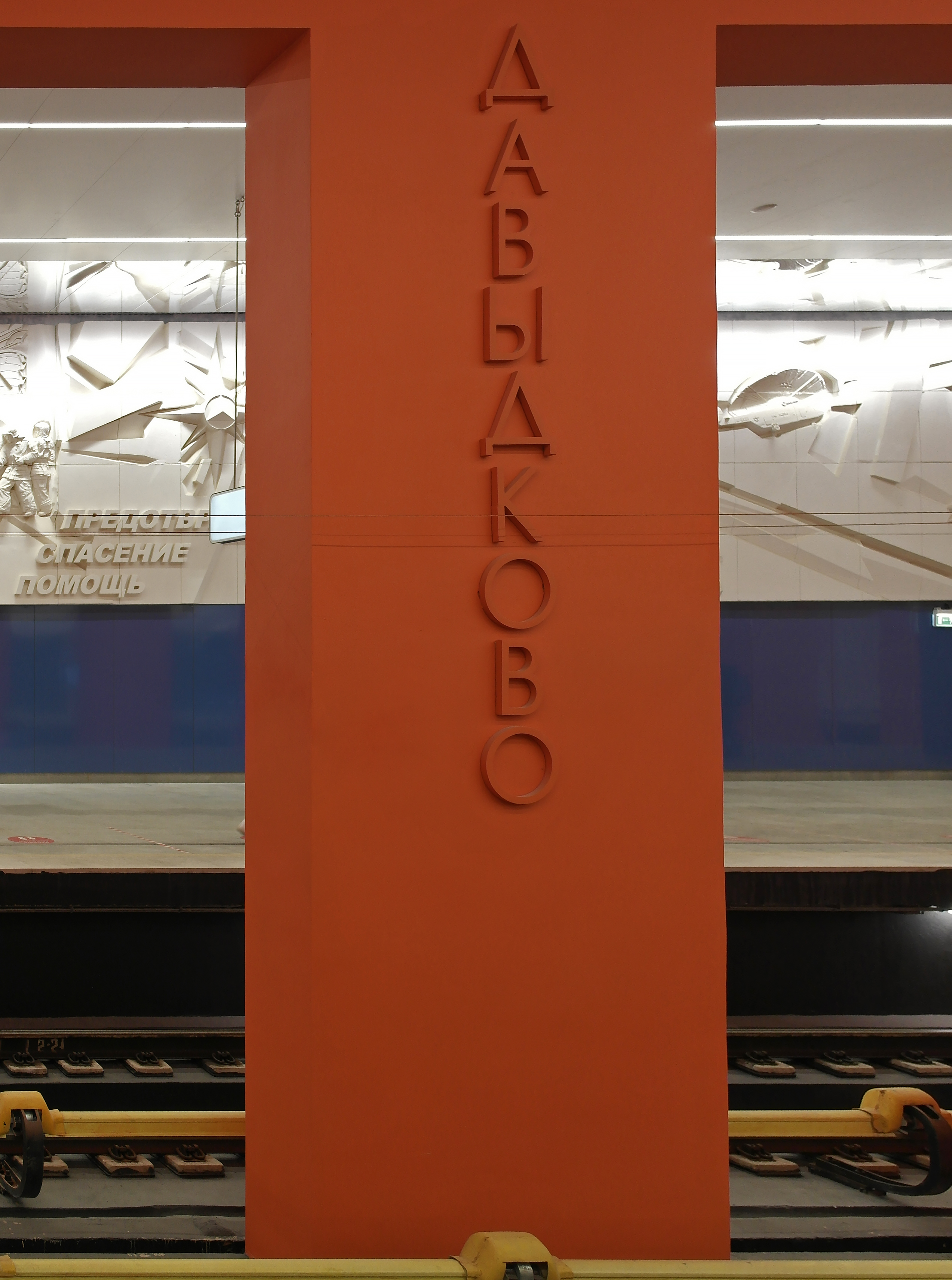
Название станции на колонне

## Путевое развитие
К югу за станцией размещаются съезды в электродепо «Аминьевское».